# Maurice Alexander
Maurice Alexander (St. Louis, 16 febbraio 1991) è un giocatore di football americano statunitense che milita nel ruolo di safety per i Buffalo Bills della National Football League (NFL). Fu scelto nel corso del quarto giro (110º assoluto) del Draft NFL 2014. Al college ha giocato a football all'Università statale dello Utah.

## Carriera professionistica

### St. Louis/ Los Angeles Rams
Alexander fu scelto dai St. Louis Rams nel corso del quarto giro del Draft 2014. Debuttò come professionista subentrando nella vittoria della settimana 2 contro i Tampa Bay Buccaneers. La sua stagione da rookie si chiuse con 4 tackle in nove presenze, nessuna delle quali come partente. Divenne stabilmente titolare a partire dalla stagione 2016, terminando con i primati personali di 50 tackle e 2 intercetti.

### Seattle Seahawks
Il 16 marzo 2018 Alexander firmò con i Seattle Seahawks.

### Buffalo Bills
Il 22 marzo 2019 Alexander firmò con i Buffalo Bills.